# Björn Mattsson
Björn Evert Alexander Mattsson, född 14 januari 1941 i Pargas, är en finländsk industriman. 
Mattsson blev filosofie licentiat 1974. Han var forskningsingenjör vid Outokumpu Abp 1965–1968, innehade olika befattningar vid Partek Corporation 1968–1987, var verkställande direktör för Cultor (förutvarande Finska socker) 1988–1999 samt vice koncernchef för Danisco A/S 2000–2001. Han tilldelades bergsråds titel 1993 och blev filosofie hedersdoktor 2005.